# Concepts in Magnetic Resonance Part B
Concepts in Magnetic Resonance Part B: Magnetic Resonance Engineering is een internationaal, aan collegiale toetsing onderworpen wetenschappelijk tijdschrift op het gebied van de fysische chemie.
De naam wordt in literatuurverwijzingen meestal afgekort tot Concepts Magn. Reson. B Magn. Reson. Eng.
Het wordt uitgegeven door Wiley-Blackwell en verschijnt 4 keer per jaar.
Het tijdschrift is ontstaan in 2003 bij de splitsing van het in 1989 opgerichte tijdschrift Concepts in Magnetic Resonance in de delen A en B.